# Wang Yun (Dynastie Qing)
Ne doit pas être confondu avec Wang Yun (Dynastie Yuan).
Pour les articles homonymes, voir Wang (patronyme).
Dans ce nom, le nom de famille, Wang, précède le nom personnel.
Wang Yun (chinois 王筠 ; pinyin Wáng yún), née en 1749 à Chang'an, morte en 1819, est une poétesse et dramaturge chinoise.

## Œuvre dramatique
Dramaturge, Wang Yun est l'auteur de trois pièces (chuanqi) : Fanhua meng (Rêve de prospérité, vers 1770), Quan fu ji (Complet bonheur, 1779) et You xian meng (Visite en rêve auprès des immortels).
Enfant douée, Wang Yun exprime sa frustration de ne pouvoir faire une carrière en passant les examens officiels, à l'égal des hommes, dans sa pièce Fanhua meng. L'héroïne en est une femme, Wang Menglin, travestie en homme, passant les examens et faisant carrière. Le thème de la femme travestie n'est pas inhabituel chez les femmes dramaturges. Wang Yun le pousse jusqu'à faire rêver son héroïne d'un mariage avec une autre femme et deux concubines.